# Stanisław Dróżdż (poeta)
Stanisław Dróżdż (ur. 15 maja 1939 w Sławkowie, zm. 29 marca 2009 we Wrocławiu) – twórca w dziedzinie poezji konkretnej. Znany z wizualizowania swojej poezji i koncentrowaniu się na poszczególnych wyrazach, łącząc przez to dziedzinę tekstu i obrazu. Zajmował się głównie problematyką czasu i przemijania.

## Życiorys
W latach 1959–1964 studiował na Wydziale Filologii Polskiej Uniwersytetu Wrocławskiego. Jego pierwsze utwory poetyckie były nagradzane w konkursach studenckich. Późniejsze, o wiele bardziej minimalistyczne, nie przysporzyły mu popularności. Dróżdża nie przyjęto do Związku Literatów Polskich, Ossolineum zaś nie chciało wydać jego debiutanckiego tomiku.
Poeta ostatecznie związał się ze środowiskiem plastycznym Wrocławia, gdzie przyjęto go do Związku Polskich Artystów Plastyków. Był bliskim znajomym wrocławskich artystów Barbary Kozłowskiej i Zbigniewa Makarewicza. Pomogli oni rozpropagować jego twórczość, poznając m.in. ze Zbigniewem Gostomskim, dzięki czemu od 1971 związany był z Galerią Foksal w Warszawie, a następnie z galeriami Appenix2 i Propaganda.
Tytuł magistra uzyskał w roku 1979; jego pracą dyplomową była książka „Poezja konkretna” dokumentująca polskich konkretystów.

## Twórczość
Pod koniec studiów Dróżdż zaczął krystalizować swój charakterystyczny styl, jego utwory stały się bardziej minimalistyczne i uogólnione, co zbliżało je do tzw. poezji gnomicznej. Od roku 1967 uprawiał poezję konkretną, od 1968 wystawiał swe prace. Jedną z jego pierwszych prac było "Białe czarne" w której próbował graficznie zanalizować język. Chociaż początkowo trudno było mu zakwalifikować swoją twórczość, swoje dzieła określił terminem „pojęciokształty”. Nazwa ta wywodzi się od kształtów pojęć, które realizują się w momencie ich przestrzennego uformowania. Ostatecznie określił się jako poeta konkretny, po zapoznaniu się z czechosłowacką antologią nurtu.
Bardziej niż zdania interesowały go konkretne wyrazy, wyizolowane i traktowane typograficznie. W wierszach nadawał słowom charakteru niemalże matematycznego systemu. Posługiwał się często wyrazami zrozumiałymi w wielu językach, by stwarzać szerokie i uniwersalne pole do komunikacji. Sam kwalifikował siebie bardziej jako poetę niż plastyka, zaś kształt graficzny i typograficzny swoich prac pomogła nadać mu Barbara Kozłowska w czasie Sympozjum Plastycznego Wrocław '70.
Wiele prac Dróżdża znajduje się w przestrzeniach miejskich Wrocławia. "Klepsydra"  od 2010 roku znajduje się na dawnym schronie przeciwlotniczym przy pl. Strzegomskim, obecnie Muzeum Współczesnym Wrocław. W ramach obchodów Europejskiej Stolicy Kultury Wrocław 2016, Fundacja Art Transparent zrealizowała m.in. pracę "Czasoprzestrzennie" na ścianie szczytowej kamienicy Legnicka 68/70 czy "Optimum" przy Hubskiej 35.  W tym samym roku w parku popowickim zrealizowano instalację przestrzenną Barbary Kozłowskiej będącej interpretacją wiersza Dróżdża "Samotność", którą zaprojektowała na Sympozjum Plastyczne Wrocław '70.

## Wystawy
Ma w swoim dorobku około 300 wystaw krajowych i zagranicznych – indywidualnych i zbiorowych. Reprezentował Polskę na 50. Biennale Sztuki w Wenecji z wystawą pt. Alea Iacta Est, której kuratorem był Paweł Sosnowski. Jego prace znajdują się w kolekcjach prywatnych i muzealnych (m.in. Muzeum Narodowe we Wrocławiu, Muzeum Sztuki w Łodzi, Centrum Sztuki Współczesnej Zamek Ujazdowski w Warszawie, Muzeum Sztuki Współczesnej w Krakowie, Museum of Contemporary Art w Los Angeles, Schwarz Galeria d’Arte w Mediolanie, Museum of Modern Art w Hunfeld).

### Wybrane wystawy indywidualne[6]
- 1968: Wojewódzka i Miejska Biblioteka Publiczna, Wrocław
- 1968: Galeria Pod Moną Lizą, Wrocław
- 1969: Stanisław Dróżdż. Poezja strukturalna. Pojęciokształty, Galeria OdNOWA, Poznań
- 1979: Stanisław Dróżdż. Pojęciokształty, Poezja konkretna, Galeria Foksal, Warszawa
- 1989: Stanisław Dróżdż. Pojęciokształty (Poezja konkretna), Galeria Foksal, Warszawa
- 1994: Stanisław Dróżdż. Pojęciokształty. Poezja konkretna, BWA, Wrocław
- 1994: Stanisław Dróżdż. Pojęciokształty. Poezja konkretna, Galeria Foksal, Warszawa
- 1994: Stanisław Dróżdż. Algebra przyimków, Galeria Stara, Lublin
- 1995: Stanisław Dróżdż, Galeria 72, Chełm
- 1995: Stanisław Dróżdż. Eschatologia egzystencji. Poezja konkretna, Muzeum Górnośląskie w Bytomiu
- 1995: Stanisław Dróżdż. Poezja konkretna, BWA, Słupsk
- 1997: Stanisław Dróżdż. „I” 1970-1997 (FRAGMENTY). Poezja konkretna, Galeria Foksal, Warszawa
- 1997: Stanisław Dróżdż. Pojęciokształty. Poezja konkretna, Galeria Foksal, Warszawa; Galeria Kronika, Bytom
- 1998: Stanisław Dróżdż. Poezja konkretna, Galeria Potocka, Kraków
- 2000: Stanisław Dróżdż. Pojęciokształty. Poezja konkretna, Galeria BWA Awangarda, Wrocław
- 2001: Stanisław Dróżdż – Pojęciokształty. Poezja konkretna, Bunkier Sztuki, Kraków
- 2002: Poezja konkretna, Galeria Foksal, Warszawa
- 2007: Język to gra, Galeria Muzalewska, Poznań
- 2008: Przestrzenie Poezji Konkretnej, Galeria Appendix2, Warszawa
- 2009: Od Do, Galeria Appendix2, Warszawa
- 2013: Czas/Między, Galeria Muzalewska, Poznań
- 2014: Stanisław Dróżdż. Pomysły, Muzeum Współczesne Wrocław[potrzebny przypis]
- 2015: Spod ręki Dróżdża, Galeria Muzalewska, Poznań

### Wybrane wystawy zbiorowe[6]
- 1970: Sztuka pojęciowa, Galeria Pod Moną Lizą, Wrocław
- 1983: Od zera do nieskończoności. Od nieskończoności do zera, BWA, Zamek Książąt Pomorskich, Szczecin
- 1993: Książki i strony, Centrum Sztuki Współczesnej Zamek Ujazdowski, Warszawa
- 1997: Haltungen, Schlossgalerie, Drezno
- 1997: Ekspres Polonia, Sztuka z Polski 1945-1996, Pałac Sztuk Pięknych, Budapeszt
- 1999: Refleksja konceptualna w sztuce polskiej, CSW Zamek Ujazdowski, Warszawa
- 1999: Niekończąca się linia / Die unendliche Linie, Muzeum Sztuki Reduktywnej, Świeradów-Zdrój
- 2001: Biurokracja, Galeria Foksal, Warszawa
- 2003: 50. Międzynarodowe Biennale Sztuki w Wenecji, Pawilon Polski, Wenecja
- 2004: Poza geometrią. Eksperymenty z formą od lat 40. do 70., Los Angeles County Museum of Art; Miami Art Museum, USA

## Galeria

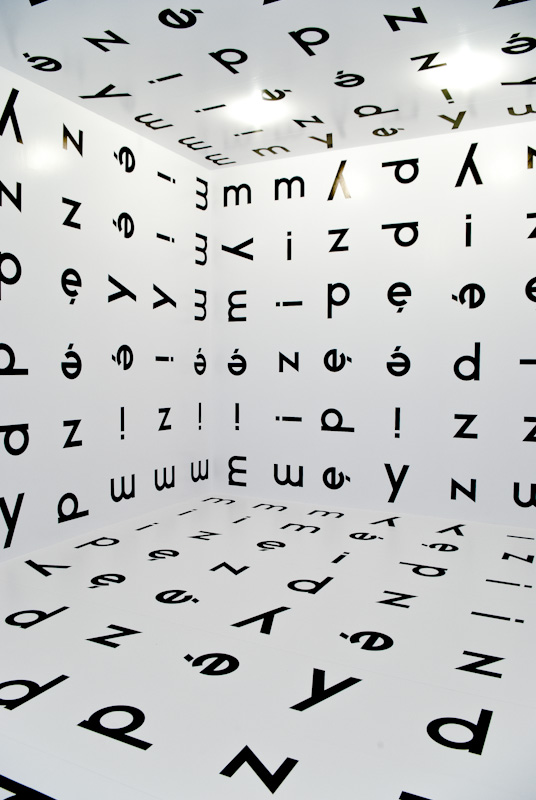
Praca pt. Między w Muzeum Sztuki Współczesnej w Krakowie
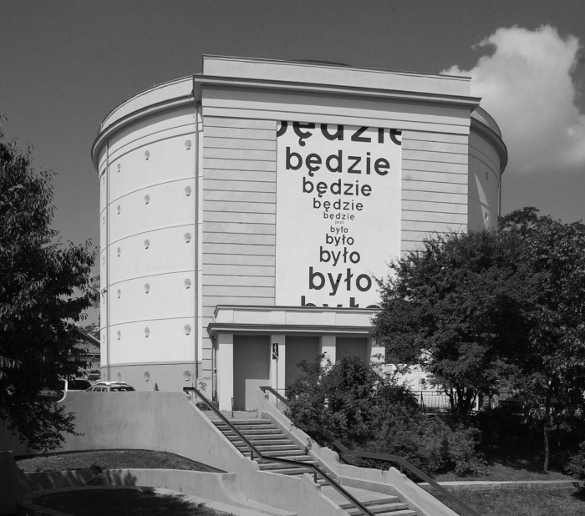
Klepsydra na murze Muzeum Współczesnego, Wrocław 2011
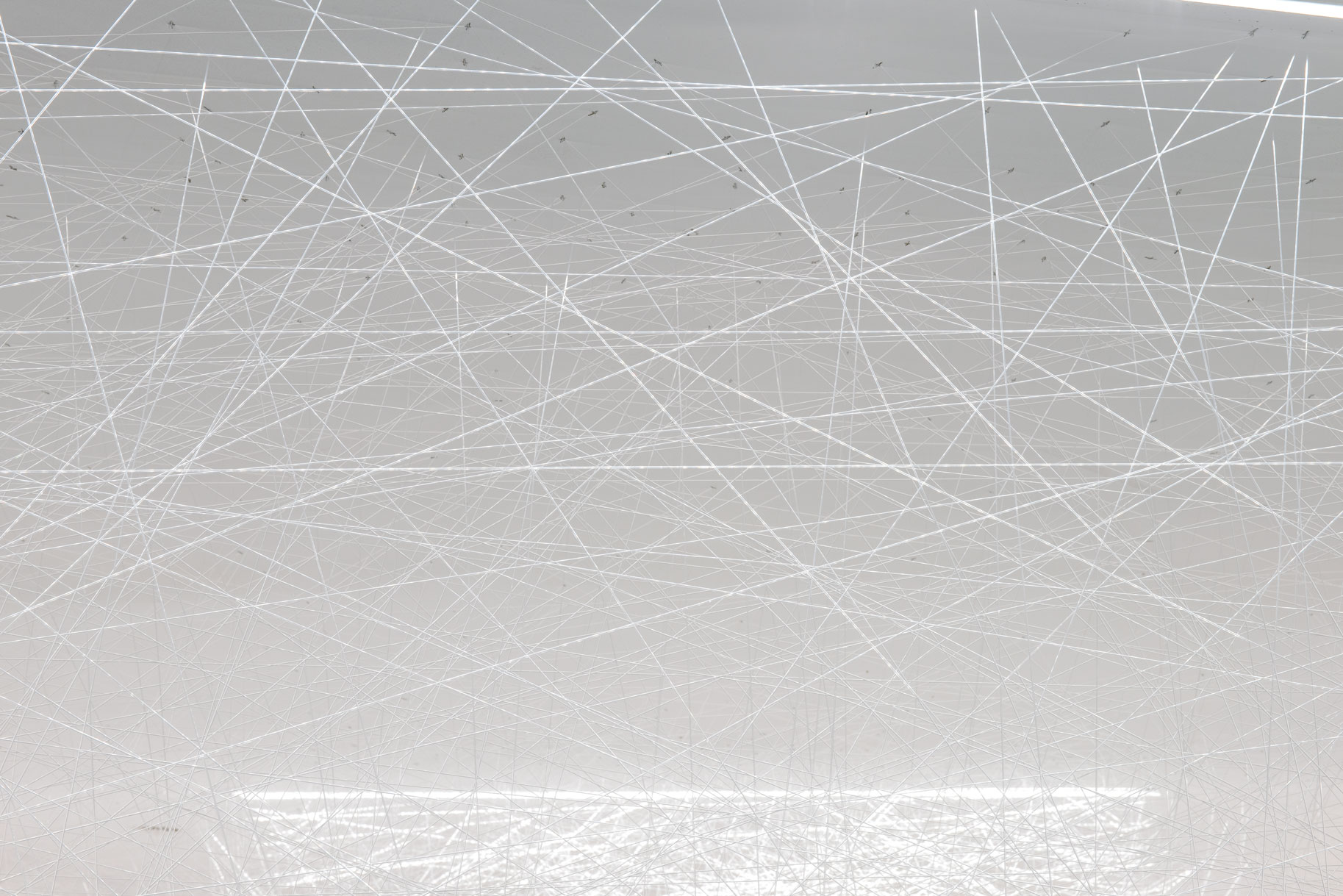
Instalacja Stanisław Dróżdż. Poezja konkretna, na wystawie Prywatne Mitologie. Urodziny Marty w MWW, 2019
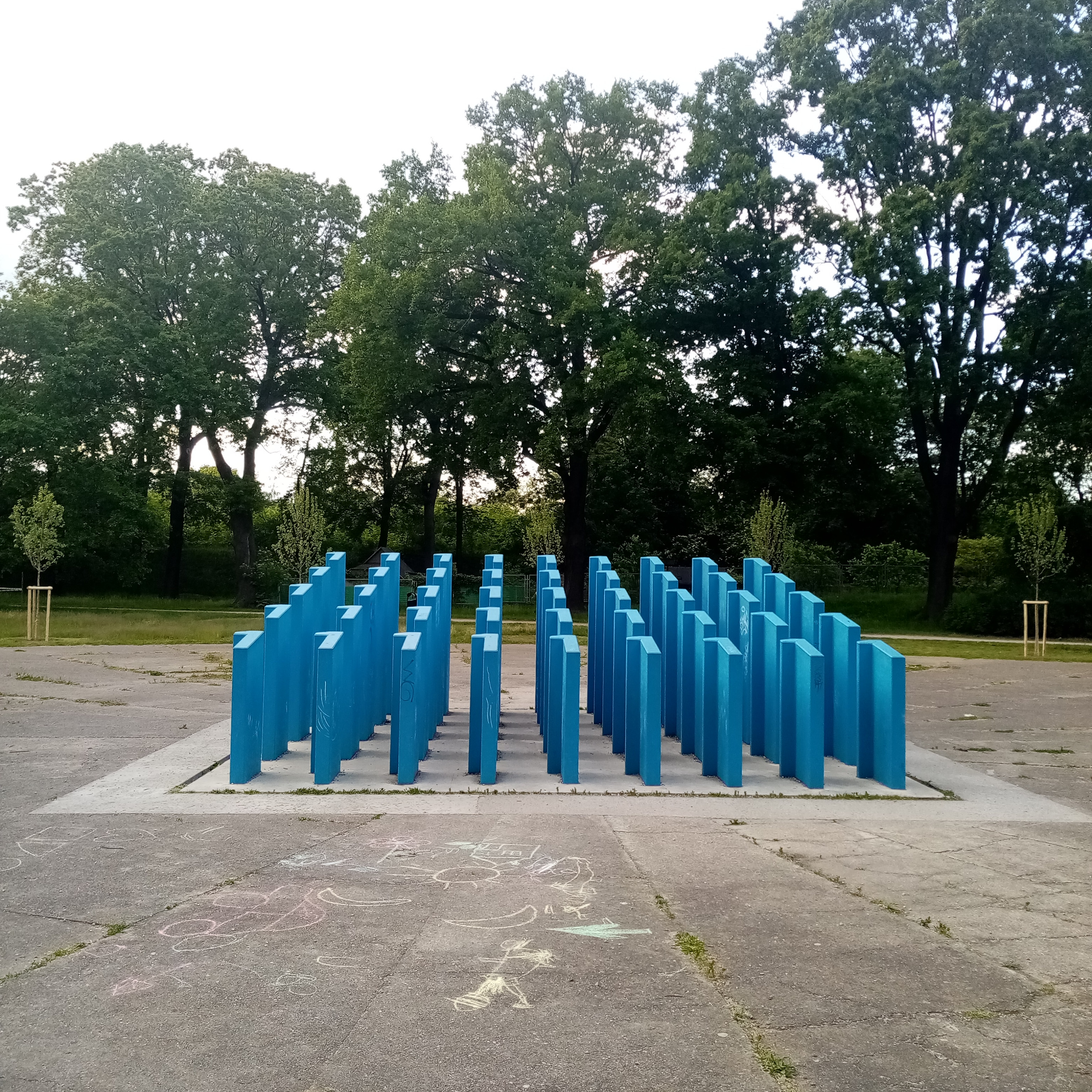
Samotność, interpretacja przestrzenna poezji strukturalnej autorstwa Barbary Kozłowskiej